# Sebastián Gessa y Arias
Sebastián Gessa y Arias (Chiclana de la Frontera,  Cádiz, 8 de mayo de 1840 - San Agustín del Guadalix, 9 de enero de 1920) fue un pintor español que ha sido llamado El pintor de las flores, por su especial dedicación a los temas florales, los bodegones y las naturalezas muertas.

## Biografía
Inició su formación artística en la Escuela de Bellas Artes de Cádiz, en 1864 consiguió una beca para ampliar sus estudios en París donde fue alumno de la Escuela Imperial de Bellas Artes, prolongándose su estancia en esta ciudad hasta 1870. Durante estos años participó en diferentes exposiciones, como la Exposición Universal de París de 1867.
En 1870 volvió a España y se instaló en Madrid donde obtuvo el reconocimiento del mundo artístico por su trabajo y realizó diversas obras, entre las que se puede destacar la decoración del palacio del marqués de Linares (actual Casa de América) que consistió en pinturas al óleo que decoran los techos de dos de sus salas con temas florales. 
En 1881 fue Medalla de oro en la Exposición Regional de Cádiz y en la Exposición Nacional de Bellas Artes, en 1889 obtuvo Medalla de Tercera clase en la Exposición Universal de París, y en 1897 medalla de primera clase en la Exposición Nacional de Bellas Artes por su trabajo Flores y frutas, dándose la circunstancia de que fue la primera ocasión en que se otorgó este premio a un bodegón, pues los temas más valorados por los jurados de aquellos años eran los mitológicos o históricos.
En su taller contó con numerosos discípulos, entre los que destacaron:  Fernanda Francés Arribas (Valencia, 1862 - Madrid, 1939), Marcelina Poncela Hontoria (Valladolid, 1867 - Zaragoza, 1917), Emilia Menassade (París, 1860)  Julia Alcayde Montoya (Gijón, 1865 - Madrid, 1939), Josefa Santamaría de Mora  (Huelva, 1871-1925) y Adela Ginés y Ortiz (Madrid, 1847 - San Agustín del Guadalix, 1918) que se convirtió en su compañera sentimental. 
Actualmente sus obras pueden contemplarse en el Museo del Prado de Madrid, Museo de Cádiz, Museo de Murcia, Museo Nacional de Bellas Artes (Argentina) y colecciones privadas, como la colección Bellver de Sevilla. 

## Galería

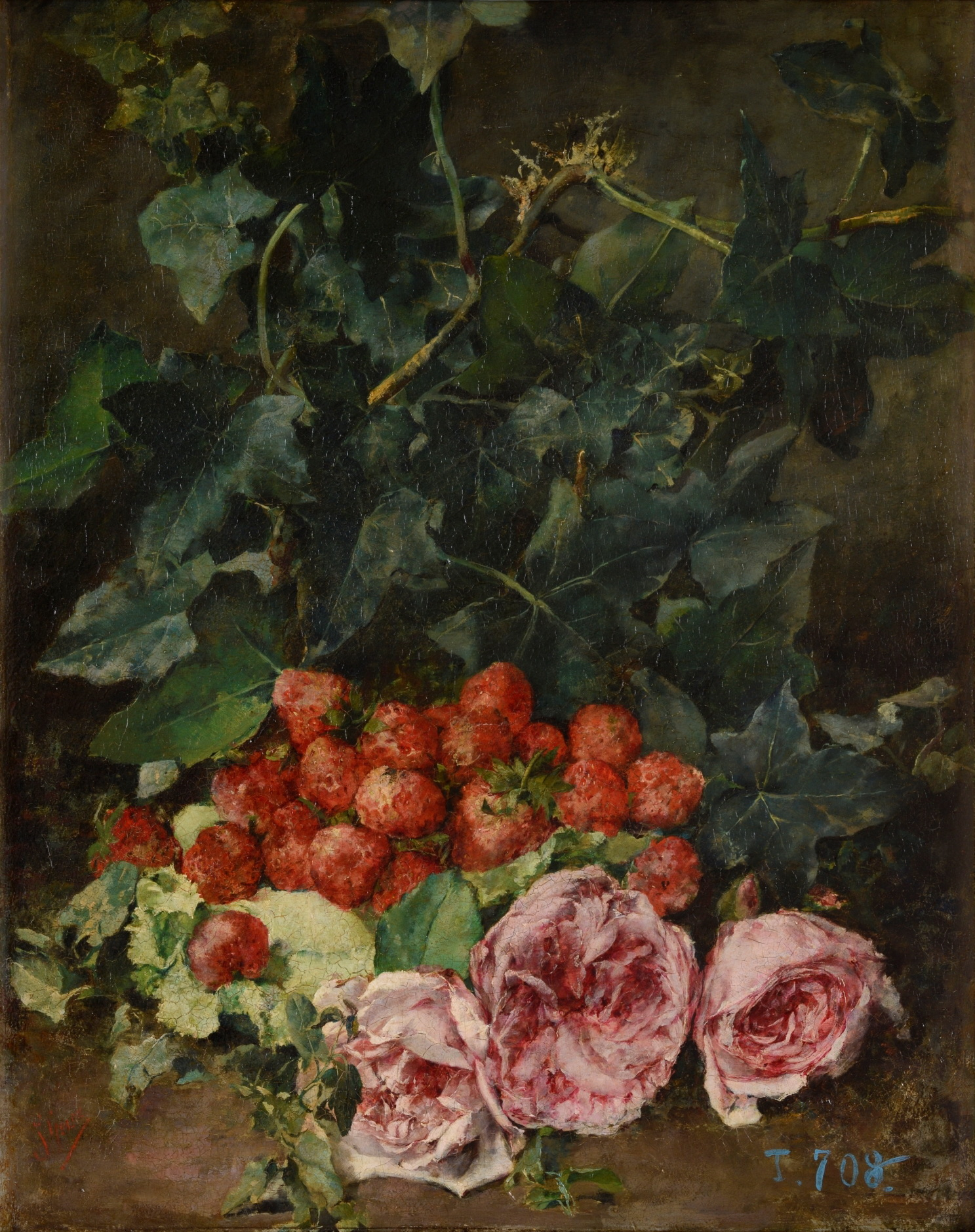
Fresones y rosas (1886, Museo del Prado, Madrid)
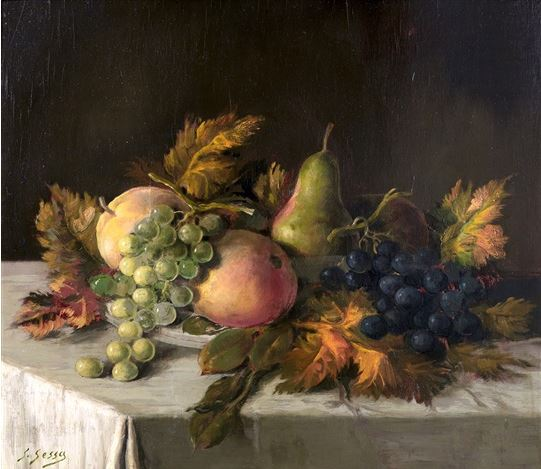
Naturaleza muerta con uvas y peras
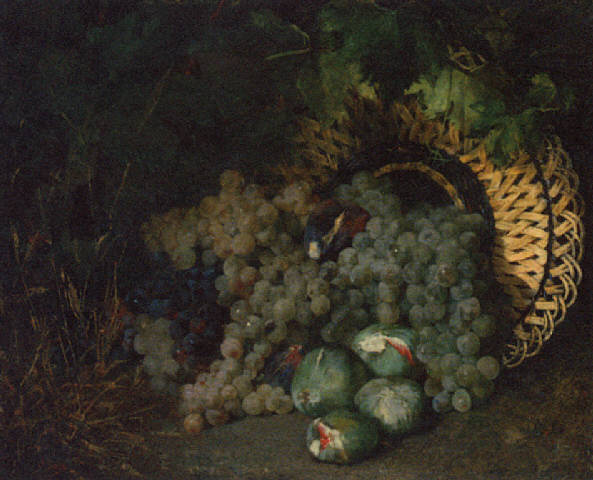
Cesta volcada de uvas e higos (1910)
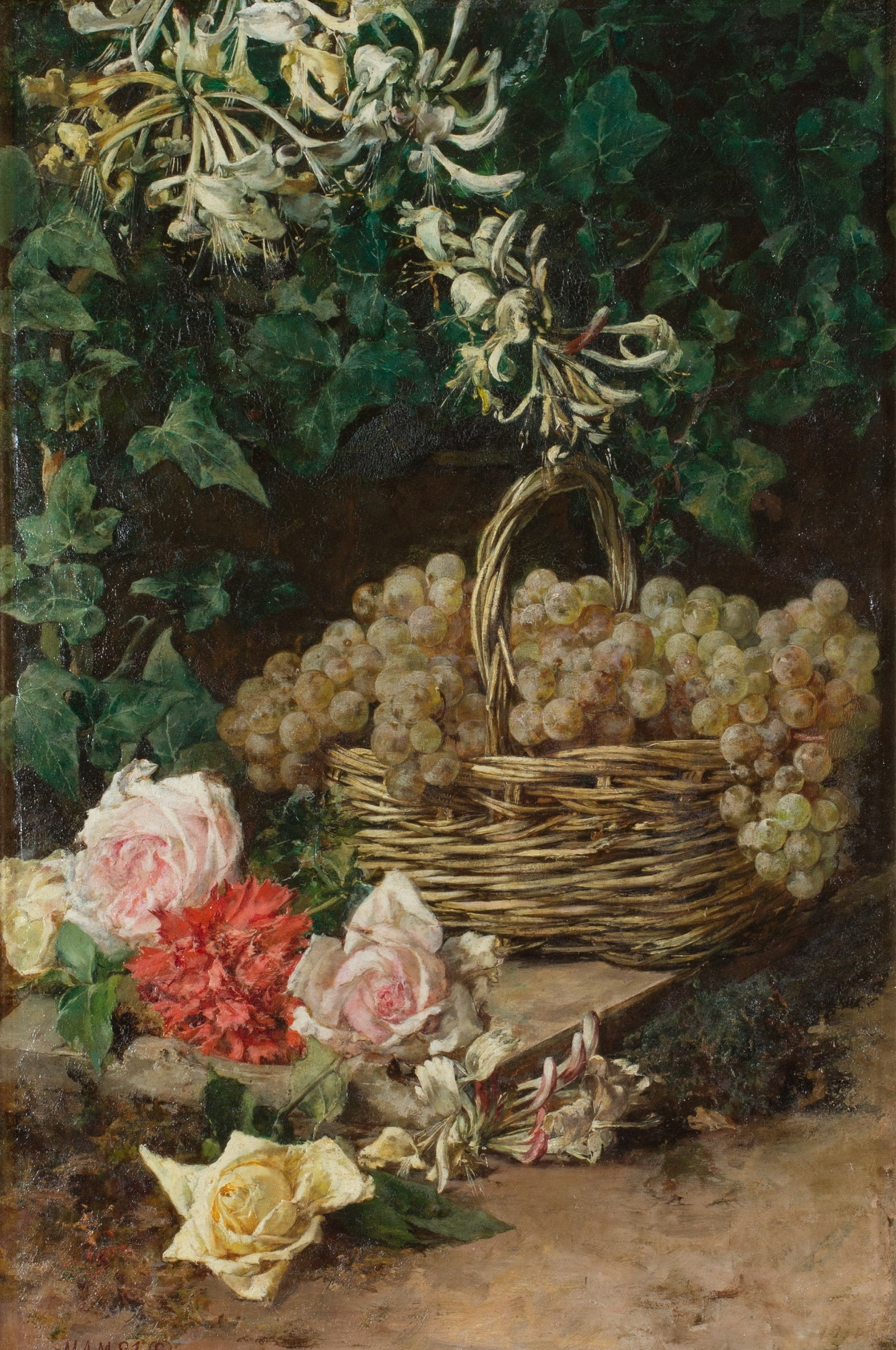
Flores y frutas (1897, Museo del Prado, Madrid)
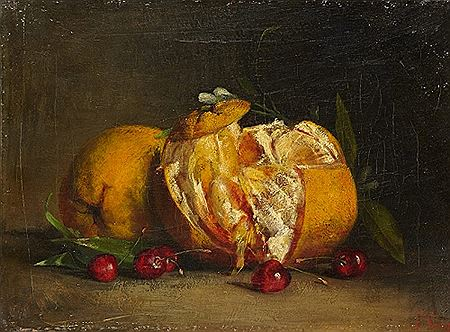
Sin título (naranjas)